# Kołomąć (przystanek kolejowy)
Kołomąć – zlikwidowany przystanek osobowy gryfickiej kolei wąskotorowej w Kołomąci, w województwie zachodniopomorskim, w Polsce. Przystanek został zamknięty 1. września 1996 roku.